# Nen
Francisco de Assis dos Santos, mais conhecido como Nen (Brazlândia, 8 de março de 1978), é um ex-futebolista brasileiro que atuava como zagueiro.

## Carreira
Fez sucesso no Gama, onde foi campeão brasileiro da Série B em 1998, e foi tetra-campeão brasiliense (1999, 2000, 2001 e 2003), e no Palmeiras, onde conseguiu fama e foi campeão paulista de 2008, mesmo sendo reserva. Em 2008 se transferiu para o Atlético Mineiro, sendo dispensado no mesmo ano.

### Bahia
Chegou em 2009 para defender o tricolor baiano. Foi o capitão durante todo o ano de 2009, e apesar de ter começado o ano como reserva, foi novamente o líder da equipe, e peça importante na campanha da subida à Série A do time em 2010, no ano de 2011, devido à idade ja avançada e alguns problemas físicas, não repetiu os feitos do ano de 2010, realizando menos de 10 partidas, ao fim do contrato, resolveu retirar-se do futebol, é um dos ídolos da recente "fase" de recuperação do Bahia no cenário nacional.

### Gama
Em 2013 anunciou suas voltas aos gramados, voltando a atuar pelo Gama, equipe em que se tornou um ídolo e apareceu para o futebol nacional.

## Títulos
Gama
- Campeonato Brasileiro - Série B: 1998
- Campeonato Brasiliense: 1999, 2000, 2001 e 2003

Palmeiras
- Troféu 90 Anos do Esporte Clube Taubaté: 2004
- Taça 125 Anos do Corpo de Bombeiro: 2005
- Campeonato Paulista: 2008